# Phastia basalis
Phastia basalis är en fjärilsart som beskrevs av Walker 1862. Phastia basalis ingår i släktet Phastia och familjen tandspinnare. Inga underarter finns listade i Catalogue of Life.